# In den vergulden Turk
Het gebouw "In den vergulden Turk" is een monument in Leiden, gebouwd in de stijl van het Hollands classicisme. Het gebouw was in 1673 voltooid. Het gebouw maakte vanaf 1962 deel uit van het warenhuis Vroom & Dreesmann.
In het fronton staan enkele beelden van de hand van Pieter Xavery. Deze zijn van links naar rechts: de Romeinse god Neptunus, de Ottomaanse Barbaros Hayrettin Paşa en de Romeinse god Mercurius. Het gebouw werd gebouwd voor de kooplieden Le Pla, uit het oosten. Vandaar dus ook het beeld van de koopman in het midden van het fronton. De beelden van de goden van de zee (Neptunus) en de handel (Mercurius) symboliseren de overzeese handel. De goden zijn te herkennen aan de drietand van Neptunus en de caduceus van Mercurius.
De klassieke bouwstijl van het gebouw komt tot uiting in de pilasters met Composiete kapitelen, en vooral aan het met beelden versierde fronton. De naam van het gebouw staat als tekst op het doorlopende fries en luidt "In den vergulden Turk".

## Freud en Mahler
Gustav Mahler en Sigmund Freud ontmoetten elkaar op 26 augustus 1910 in het gebouw aan de Breestraat dat toen een horecafunctie had. Ze wandelden daarna door Leiden en bespraken Mahlers problemen. Deze was daar speciaal voor uit Wenen gekomen. Freud was met vakantie in Noordwijk aan Zee.